# Alcácer Alhaje
Alcácer Alhaje (em árabe: قصر الحج; romaniz.: Gasr al-Hājj; lit. "Alcácer do Haje") é uma localidade do distrito de Jabal Algarbi, na Líbia.

## Alcácer
A localidade recebeu seu nome de um alcácer homônimo situado em seu interior. Esse edifício circular, construído em adobe, foi erguido no século XIII pelo xeique Abedalá Abu Jatla como depósito fortificado às colheitas dos seminômades da região. De início tinha 114 salas, mas o número subiu para 119, pois algumas delas foram divididas. Ainda hoje é usado pelos fazendeiros locais para armazenagem junto de mais 29 celeiros térreos. A pequena e única entrada que o edifício possui leva ao pátio central, onde as famílias locais protegiam suas colheitas e refugiaram-se durante ataques. As salas do nível mais baixo são usadas para estocar azeite, enquanto os superiores para cereais. Ao lado da entrada há uma escada ascendente que conduz ao topo dos muros no qual há um caminho que circunda a estrutura.